# Atreo

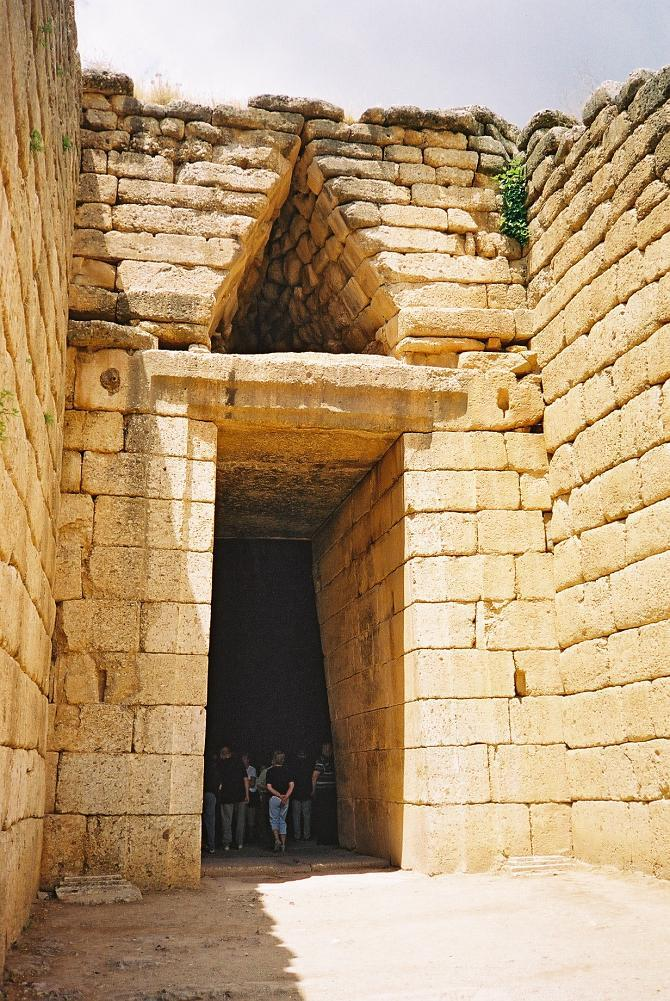
Tomba di Atreo (Micene, 1250 a.C. circa)

Atrèo (in greco antico: Ἀτρεύς?, Atrèus) è una figura della mitologia greca, figlio di Pelope e di Ippodamia, fratello di Tieste e padre di Agamennone e Menelao.

## Etimologia
Il nome potrebbe derivare dalle parole greche ateirés = "indomabile", àtreston = "intrepido", o ateròn = "accecato dal male". Il personaggio compare nell'Iliade.

## Il mito
Atreo, insieme a suo fratello Tieste, uccise il fratellastro Crisippo, attirandosi la maledizione paterna. Atreo e Tieste si rifugiarono presso i Danaidi che regnarono a Micene (Stenelo e poi Euristeo) e succedettero a essi dopo che furono sterminati dagli Eraclidi.
Una versione vuole che Euristeo, re di Micene e nipote di Atreo, delegasse a quest'ultimo la reggenza durante la sua spedizione contro gli Eraclidi. Euristeo però morì in battaglia, e Atreo venne nominato re dai notabili della città. Un'altra versione racconta invece di un oracolo che avrebbe invitato i Micenei a scegliere un nuovo sovrano, dopo che Stenelo - il quale aveva fatto chiamare i cognati Atreo e Tieste - ed Euristeo erano morti.
A questo punto Atreo dovette rispettare la promessa fatta ad Artemide di sacrificarle « il più bel capo del suo gregge ». Tuttavia, dopo aver ucciso l'agnello, ne nascose il vello dorato, vantandone pubblicamente il possesso. Erope, la moglie di Atreo, era segretamente innamorata di Tieste, e gli promise il vello per commettere adulterio con lui. Questi approfittò dell'occasione e così, quando nella Sala del Concilio Atreo era ormai sicuro di sedere sul trono, poiché il regno spettava al possessore del prezioso oggetto, si scoprì ingannato e perse la corona.
Siccome Zeus nutriva una predilezione nei confronti del fratello defraudato, imbastì un nuovo trabocchetto per permettere ad Atreo di recuperare il trono. Gli mandò infatti Ermes per consigliargli di chiamare Tieste e farsi promettere il trono qualora il sole avesse mutato il proprio corso. Convinto di non dovere temere nulla, il sovrano accettò la proposta, ma quando Eris aiutò Apollo ad operare il prodigio, Tieste fu costretto a cedere lo scettro. Divenuto finalmente re di Micene, Atreo prima bandì Tieste, poi venne a sapere dell'adulterio e si infuriò. Fece richiamare il fratello fingendo una riconciliazione, ma durante una cena gli offrì in pasto Aglao, Callileonte e Orcomeno, i tre figli che Tieste aveva avuto con una ninfa. Poi lo esiliò nuovamente.
Fuggito a Sicione, Tieste seguì il consiglio dell'oracolo, secondo cui doveva concepire un figlio con sua figlia Pelopia. Dalla loro unione nacque Egisto. In seguito Pelopia sposò lo zio Atreo, che allevò anche Egisto (credendo fosse figlio suo) finché non lo inviò a uccidere Tieste; il giovane, scoperto che la vittima designata era suo padre, uccise lo zio, prozio e patrigno.
Agamennone e Menelao erano figli di Atreo e Erope o, secondo un'altra versione, di Plistene, figlio di Atreo a lui premorto.

## Genealogia
|  |  |           |           |           |           |           |           |           |           |           |           |           |           |          |          |       |       |            |            | Tantalo    |            |            |            |        |        |              |              |              |              |              |              |        |        |           |           |           |           |           |           |         |         |         |         |  |  |  |  |
|  |  |           |           |           |           |           |           |           |           |           |           |           |           |          |          |       |       |            |            |            |            |            |            |        |        |              |              |              |              |              |              |        |        |           |           |           |           |           |           |         |         |         |         |  |  |  |  |
|  |  |           |           |           |           |           |           | Ippodamia | Ippodamia | Ippodamia | Ippodamia | Ippodamia | Ippodamia |          |          |       |       |            |            | Pelope     | Pelope     | Pelope     | Pelope     | Pelope | Pelope |              |              |              |              |              |              |        |        |           |           |           |           |           |           |         |         |         |         |  |  |  |  |
|  |  |           |           |           |           |           |           | Ippodamia | Ippodamia | Ippodamia | Ippodamia | Ippodamia | Ippodamia |          |          |       |       |            |            | Pelope     | Pelope     | Pelope     | Pelope     | Pelope | Pelope |              |              |              |              |              |              |        |        |           |           |           |           |           |           |         |         |         |         |  |  |  |  |
|  |  |           |           |           |           |           |           |           |           |           |           |           |           |          |          |       |       |            |            |            |            |            |            |        |        |              |              |              |              |              |              |        |        |           |           |           |           |           |           |         |         |         |         |  |  |  |  |
|  |  |           |           |           |           |           |           |           |           |           |           |           |           |          |          |       |       |            |            |            |            |            |            |        |        |              |              |              |              |              |              |        |        |           |           |           |           |           |           |         |         |         |         |  |  |  |  |
|  |  |           |           |           |           | Erope     | Erope     | Erope     | Erope     | Erope     | Erope     |           |           | Atreo    | Atreo    | Atreo | Atreo | Atreo      | Atreo      |            |            |            |            |        |        |              |              |              |              | Tieste       | Tieste       | Tieste | Tieste | Tieste    | Tieste    |           |           | Pelopia   | Pelopia   | Pelopia | Pelopia | Pelopia | Pelopia |  |  |  |  |
|  |  |           |           |           |           | Erope     | Erope     | Erope     | Erope     | Erope     | Erope     |           |           | Atreo    | Atreo    | Atreo | Atreo | Atreo      | Atreo      |            |            |            |            |        |        |              |              |              |              | Tieste       | Tieste       | Tieste | Tieste | Tieste    | Tieste    |           |           | Pelopia   | Pelopia   | Pelopia | Pelopia | Pelopia | Pelopia |  |  |  |  |
|  |  |           |           |           |           |           |           |           |           |           |           |           |           |          |          |       |       |            |            |            |            |            |            |        |        |              |              |              |              |              |              |        |        |           |           |           |           |           |           |         |         |         |         |  |  |  |  |
|  |  |           |           |           |           |           |           |           |           |           |           |           |           |          |          |       |       |            |            |            |            |            |            |        |        |              |              |              |              |              |              |        |        |           |           |           |           |           |           |         |         |         |         |  |  |  |  |
|  |  | Anassibia | Anassibia | Anassibia | Anassibia | Anassibia | Anassibia |           |           | Menelao   | Menelao   | Menelao   | Menelao   | Menelao  | Menelao  |       |       | Agamennone | Agamennone | Agamennone | Agamennone | Agamennone | Agamennone |        |        | Clitennestra | Clitennestra | Clitennestra | Clitennestra | Clitennestra | Clitennestra |        |        | Egisto    | Egisto    | Egisto    | Egisto    | Egisto    | Egisto    |         |         |         |         |  |  |  |  |
|  |  | Anassibia | Anassibia | Anassibia | Anassibia | Anassibia | Anassibia |           |           | Menelao   | Menelao   | Menelao   | Menelao   | Menelao  | Menelao  |       |       | Agamennone | Agamennone | Agamennone | Agamennone | Agamennone | Agamennone |        |        | Clitennestra | Clitennestra | Clitennestra | Clitennestra | Clitennestra | Clitennestra |        |        | Egisto    | Egisto    | Egisto    | Egisto    | Egisto    | Egisto    |         |         |         |         |  |  |  |  |
|  |  |           |           |           |           |           |           |           |           |           |           |           |           |          |          |       |       |            |            |            |            |            |            |        |        |              |              |              |              |              |              |        |        |           |           |           |           |           |           |         |         |         |         |  |  |  |  |
|  |  |           |           |           |           |           |           |           |           |           |           |           |           |          |          |       |       |            |            |            |            |            |            |        |        |              |              |              |              |              |              |        |        |           |           |           |           |           |           |         |         |         |         |  |  |  |  |
|  |  |           |           |           |           |           |           |           |           | Ifigenia  | Ifigenia  | Ifigenia  | Ifigenia  | Ifigenia | Ifigenia |       |       | Oreste     | Oreste     | Oreste     | Oreste     | Oreste     | Oreste     |        |        | Elettra      | Elettra      | Elettra      | Elettra      | Elettra      | Elettra      |        |        | Crisotemi | Crisotemi | Crisotemi | Crisotemi | Crisotemi | Crisotemi |         |         |         |         |  |  |  |  |